# Domenico Rossi (homme politique)
Domenico Rossi (né le 15 mai 1951 à Rome) est un général et un homme politique italien.
Général de corps d'armée et sous-chef d'état-major de l'armée de terre, il est élu député lors de la 17e législature en 2013 dans une liste de Choix civique pour l'Italie. Il devient secrétaire d'État du gouvernement Renzi puis du gouvernement Gentiloni et adhère ensuite au Centre démocrate.